# Chaetaglaea cerata
Chaetaglaea cerata är en fjärilsart som beskrevs av John G. Franclemont 1943. Chaetaglaea cerata ingår i släktet Chaetaglaea och familjen nattflyn. Inga underarter finns listade i Catalogue of Life.